# 圣阿加塔-利巴蒂亚蒂
圣阿加塔-利巴蒂亚蒂（義大利語：Sant'Agata li Battiati），是意大利西西里大区卡塔尼亞廣域市的一个市镇。总面积3平方公里，人口9408人，人口密度3136.0人/平方公里（2009年）。ISTAT代码为087045。